# Federazione pallavolistica della Guinea-Bissau
La Federazione guineense di pallavolo (por. Federação de Voleibol da Guine-Bissau, FVGB) è un'organizzazione fondata per governare la pratica della pallavolo in Guinea-Bissau.
Organizza il campionato maschile e femminile, e pone sotto la propria egida la nazionale maschile e femminile.
Ha aderito alla FIVB nel 1992.